# شهرستان کگیلی
ناحیهٔ کگیلی (به ازبکی: Kegeyli tumani، کېگېیلی تومنی)(به قره‌قالپاقی: Kegeyli rayonı، كىُگىُیلی رایونىُ) یک شهرستان در ازبکستان است که در قره‌قالپاقستان واقع شده‌است. ناحیه کگیلی ۷۴٬۸۰۰ نفر جمعیت دارد.